# Bedford (Indiana)
Bedford – miasto w stanie Indiana w hrabstwie Lawrence w Stanach Zjednoczonych.